# Конвенція про морську працю
Конвенція про морську працю (англ. Maritime Labour Convention; MLC) — міжнародний договір, номер 186, створений у 2006 році як четверту складову міжнародного морського права і втілює в собі «всі стандарти уточнених існуючих міжнародних морських конвенцій і рекомендацій, а також основоположні принципи, які можна знайти в інших міжнародних конвенціях про працю».

## Чинність Конвенції
Договори поширюються на всі судна, що входять у гавані портових держав, а також на всі держави, що плавають під прапором держави-учасниці. Конвенція про морську працю згідно з даними Міжнародної організації праці (МОП), забезпечує широку перспективу щодо прав моряків та укріплення їх на роботі.
Конвенція набула чинності 20 серпня 2013 року, через рік після реєстрації 30 країн-членів про ратифікацію, понад 33 відсотки світового валового тоннажу суден. Після п'яти ратифікацій країни, що ратифікували (Багами, Норвегія, Ліберія, Маршаллові Острови та Панама), становили понад 43 відсотки валового світового тоннажу . Станом на вересень 2019 року Конвенцію ратифікували 97 держав, що становить понад 91 відсоток світового судноплавства.
Конвенція не була ратифікована у всьому світі, але набула вагомості, оскільки судна з держав, що не підписали Конвенцію, які намагаються зайти в порти держав, що підписали Конвенцію, можуть зазнати арешту та покарання за невиконання MLC.

## Зміст та організація
Конвенція складається з шістнадцяти статей, що містять загальні положення, а також Кодекс . У Кодексі 5 розділів, у яких конкретні положення згруповані за стандартом.
- Розділ 1: Мінімальні вимоги до моряків для роботи на судні
- Розділ 2: Умови працевлаштування
- Розділ 3: Проживання, місця відпочинку, харчування та харчування
- Розділ 4: Охорона здоров'я, медичне обслуговування, добробут та захист соціального забезпечення
- Розділ 5: Дотримання та забезпечення виконання

Для кожного розділу існують загальні правила, які додатково визначаються в обов'язкових стандартах (список А), а також в керівних принципах (список В). Настанови формують форму імплементації Регламенту відповідно до вимог, але держави можуть вільно застосовувати різні заходи щодо імплементації. Положення та стандарти повинні виконуватися повноцінно, але країна може запровадити «суттєво еквівалентний» регламент.
Деякі мореплавці критикують Конвенцію, вважаючи, що вона не вирішує реальних проблем, не враховує важливих потреб моряка, таких як кабіни пристойних розмірів, шафи в каютах, відпустка на березі та години відпочинку, включаючи їх до Керівних принципів (Список Б) конвенції — або ще гірше, взагалі не звертаючись до них.

### Розділ 1: Мінімальні вимоги до моряків для роботи на судні
Мінімальні вимоги, викладені в цьому розділі кодексу, розділені на 4 частини:
- Вимоги до мінімального віку: мінімальний вік — 16 років (18 для нічної роботи та роботи в небезпечних зонах).
- Медична придатність: працівники повинні бути медично придатними для виконання своїх обов'язків. Країни повинні видавати медичні довідки.
- Навчання: Моряки повинні бути навчені виконувати обов'язки, а також проходити інструктаж з особистої безпеки.
- Служби набору / працевлаштування повинні мати належні процедури розміщення, реєстрації, процедури подання скарг та компенсації

### Розділ 2: Умови зайнятості
У розділі перелічені умови контракту та виплат, а також умови праці на суднах.
- Контракти: контракт повинен бути чітким, юридично забезпеченим, включати колективні договори.
- Виплати: Заробітна плата повинна виплачуватись щонайменше щомісяця.
- Години відпочинку: години відпочинку повинні бути передбачені національним законодавством. Максимальний час роботи за цим законодавством не повинен перевищувати 14 годин у будь-який 24-годинний період та 72 години у будь-який семиденний період, або: щонайменше десять годин відпочинку в будь-який 24-годинний період та 77 годин (відпочинок) у будь-який семиденний період. Щоденні години відпочинку не можна ділити на більше ніж два періоди.
- Відпустка: Моряки мають право на щорічну відпустку, а також на відпустку на березі.
- Репатріація: Повернення до країни проживання має бути безкоштовним.
- Втрата: якщо корабель втрачений, моряки мають право на виплати по безробіттю.
- Комплектація: Кожне судно повинно мати достатній рівень комплектування.
- Розвиток та можливості: Кожен моряк має право на підвищення під час своєї кар'єри, крім випадків, коли є порушення статуту.

### Розділ 3: Проживання, місця відпочинку, харчування
Розділ визначає правила розміщення рекреаційних закладів, а також харчування.
- Розміщення : Проживання має бути «сприятливим для здоров'я та добробуту моряків». Детальні положення (у правилах та рекомендаціях) дають мінімальні вимоги до різних типів приміщень (їдальні, кімнати для відпочинку, гуртожитки тощо).
- Харчування та громадське харчування: Якість та кількість їжі, включаючи воду, повинні регулюватися державою. Кухарі повинні мати належну підготовку.

### Розділ 4: Охорона здоров'я, медичне обслуговування, соціальний захист та соціальне забезпечення
Розділ 4 складається з 5 положень про охорону здоров'я, відповідальність, медичне обслуговування, соціальне забезпечення.
- Медична допомога на борту судна і на березі : моряки повинні бути забезпечені та мати доступ до медичної допомоги, перебуваючи на борту; в принципі безкоштовно і за якістю, порівнянною зі стандартами охорони здоров'я на березі. Країни, через які проходить судно, повинні гарантувати лікування на березі у серйозних випадках.
- Відповідальність судновласників: моряки повинні бути захищені від фінансових наслідків «хвороби, травми або смерті, що трапляються у зв'язку з їх працевлаштуванням». Має бути не менше16 тижнів виплати заробітної плати після початку хвороби.
- Охорона здоров'я та безпека та запобігання нещасним випадкам: морякам повинно бути забезпечено гігієнічне середовище як під час робочого часу, так і під час відпочинку.
- Доступ до берегових закладів соціального забезпечення : порти повинні надавати « заклади соціального забезпечення, культури, відпочинку та інформації». Доступ до цих закладів повинен бути відкритий для всіх моряків незалежно від раси, статі, релігії чи політичної думки.
- Соціальне забезпечення: Послуги з соціального страхування повинні бути доступними для моряків.

### Розділ 5: Дотримання та забезпечення
Розділ 5 встановлює стандарти для забезпечення відповідності конвенції. Назва розрізняє вимоги до контролю держави прапора та держави порту .
- Держави прапора : Держави прапора (держава, під якою плаває судно), відповідають за забезпечення виконання правил щодо суден, які плавають під його прапором. Результатом детальних перевірок є видача «Свідоцтва про відповідність умовам морського сполучення», яке завжди повинно бути присутнім на судні. Судна повинні мати належну процедуру подання скарг для свого екіпажу.
- Держави порту: Інспекція в портах залежить від того, чи є Свідоцтво про відповідність стандартам на морі. Якщо сертифікат присутній, принципово передбачається відповідність, і подальші розслідування проводяться лише в тому випадку, якщо сертифікат не в порядку або є ознаки невідповідності. Для суден, які не мають сертифіката, інспекції є набагато детальнішими, і вони повинні забезпечити, відповідно до «не більш сприятливого принципу поводження»[7] що судно відповідало положенням Конвенції. Таким чином, Конвенція є — непрямою — також чинною для суден країн, що не є членами, якщо вони планують заходити до портів держави-члена.
- Агенції з питань праці: Агенції, що постачають морських робітників на судна, також повинні бути перевірені, щоб переконатись, що вони діють відповідно Конвенції.

## Переговори
Після тристоронніх переговорів з 2001 року Конвенція була прийнята під час 94-ї Міжнародної конвенції про працю в 2006 році. З'їзд набрав 314 голосів «за» та жодного «проти» від представників уряду, роботодавців та робітників, які проголосували по одному голосу для кожної країни.
Станом на червень 2020 року договір ратифікували 97 країн, багато з яких є великими державами прапора з точки зору тоннажу, який вони перевозять. Європейський Союз порадив своїм (тоді) 27 членам ратифікувати договір до 31 грудня 2010 р. Рішення ЄС передбачає: "Держави-члени уповноважені ратифікувати Конвенцію про морську працю 2006 року Міжнародної організації праці, прийняту 7 лютого 2006 року, щодо частин, що належать до компетенції Співтовариства. Держави-члени повинні докласти зусиль для вжиття необхідних заходів для передачі своїх документів про ратифікацію Конвенції Генеральному директору Міжнародного бюро праці якомога швидше, бажано до 31 грудня 2010 року ". Станом на жовтень 2019 року це зробили 24 країни, тоді як Хорватія зробила це до вступу до Європейського Союзу. Конвенція набула чинності 20 серпня 2013 року для 30 країн, які її ратифікували до 20 серпня 2013 року. Для інших країн конвенція набирає чинності через рік після реєстрації їх ратифікаційної грамоти. Майже 1,2 мільйона моряків страждають від законів про права людини, які включають норми щодо захисту робочих місць, умов життя, зайнятості, охорони здоров'я та соціального забезпечення.

## Вплив на інші конвенції
Конвенція змінила статус 37 конвенцій МОП, що означало, що ці конвенції після набрання чинності цією конвенцією закриються для ратифікації і що набрання чинності для конкретної країни означало автоматичне денонсування інших конвенцій (якщо ще не).

## Критика
Багато моряків та промислові органи розглядають договір як досить слабку конвенцію, яка суттєво не змінила життя на морі. З цієї точки зору, найбільш важливі частини конвенції були розміщені в необов'язковому розділі «B»; інші питання, такі як кондиціонування повітря або тлумачення того, що можна назвати доброю поживною їжею, Конвенцією не розглядаються. Деякі моряки скаржились, що Конвенція не передбачає жодних приписів, щоб зробити кабіни екіпажу на вантажних суднах більшими, ніж вони є зараз, і не збільшує кількість шаф або полиць, які, як правило, мінімальні для вантажних суден.

## Проблеми морської праці та коронавірус (COVID-19)
Міжнародна організація праці (МОП) звернулася до урядів із закликом забезпечити репатріацію моряків та мінімізацію ризику зараження вірусом COVID-19 . Меморандум МОП мав на меті створити синергію між стратегіями дій Міжнародної морської організації (ІМО) та Всесвітньої організації охорони здоров'я (ВООЗ) щодо запобігання поширенню COVID-19. І Міжнародна палата судноплавства, і Міжнародна федерація транспортних робітників активно підтримують моряків та власників суден та консультують щодо їх членства. Міжнародна палата судноплавства опублікувала «Керівництво коронавірусом (COVID-19) для суднових операторів для охорони здоров'я моряків» а Міжнародна федерація транспортних працівників опублікувала інформаційний матеріал "Поради COVID-19 кораблям і морякам . '